# Cercopithecus solatus
Cercopithecus solatus (Мавпа сонцехвоста) — примат з роду Мавпа (Cercopithecus) родини мавпові (Cercopithecidae).

## Опис
Це близький родич Cercopithecus lhoesti, Cercopithecus preussi і в багатьох відношеннях нагадує цих приматів з їх темно-сірим забарвленням, білими мітками і довгими хвостами. C. solatus має білий комір і каштан-оранжеве сідло. Кінчик хвоста жовто-помаранчевий, решта хвоста білувата на черевній стороні і сірувата дорсально. Довжина голови й тіла самців: 60-70 см, самиць: 50-55 см; довжина хвоста самців: 65-76 см, самиць: 60-67 см; вага самців: 6-9 кг, самиць: 4-6 кг.

## Поширення
Ендемік центрального Габону із загальною площею поширення порядку 11,000-12,000 км². Зустрічається в первинному і вторинному низовинному вологому лісі. Полюбляють щільно затінені, заплутані області.

## Стиль життя
Денний вид. Віддають перевагу фруктам, яких удосталь цілий рік. Також споживає насіння, трав'янисті рослини, комах і невеликих хребетних. Вони іноді навідуються на с.г. культури довколишніх сіл. Середній розмір групи для цього виду 17 осіб. У групах один самець, кілька самиць і потомство. Хоча проводить більшу частину свого часу на землі протягом дня, групи сплять на дереві, від 10 до 15 метрів над землею.
Самиця народжує одне дитинча, і вік першої репродукції для самиць — близько 4 років.

## Загрози та охорона
На цей вид полюють ради м'яса. Втрата середовища існування, в основному за рахунок лісозаготівлі також є загрозою.
Цей вид включений до списку класу B Африканської Конвенції та Додатку II СІТЕС.  Близько 10% ареалу виду знаходиться в Національному парку Лопе.